# Thomas Rid

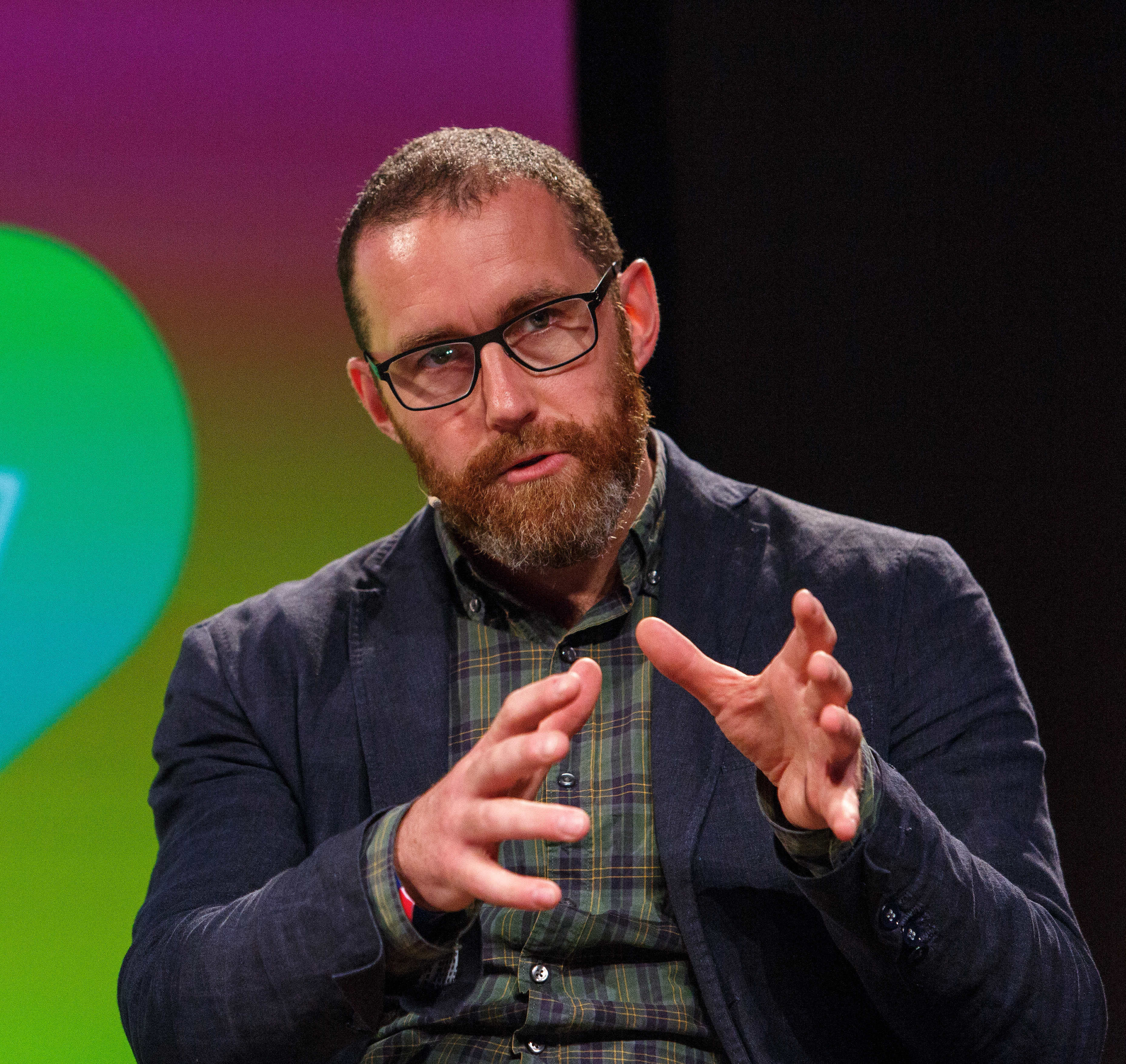
Thomas Rid (2017)

Thomas Rid (* 1. März 1975 in Aach im Hegau) ist ein deutscher Politikwissenschaftler und Sachbuchautor.

## Leben
Nach dem Abitur 1994 im Nellenburggymnasium in Stockach studierte er von 1997 bis 2002 Sozial- und Politikwissenschaft bei Herfried Münkler an der Humboldt-Universität zu Berlin und ein Jahr an der London School of Economics and Political Science. Nach dem Studium war Thomas Rid von 2003 bis 2005 als Fritz-Thyssen-Fellow bei der Stiftung Wissenschaft und Politik (SWP) in Berlin tätig. Im Jahr 2006 wurde er an der Humboldt-Universität mit der Dissertation Embedded warfare. Militar learning and the media zum Doktor (Ph. D.) promoviert.
In der Zeit von 2006 bis 2009 arbeitete Thomas Rid an der School for Advanced International Studies der Johns Hopkins University und für die RAND Corporation in Washington, D.C. In den Jahren 2009/10 forschte Thomas Rid als Gastwissenschaftler (conducting research) in Israel an der Hebräischen Universität Jerusalem und im Shalem Center in Jerusalem. In der Zeit 2010–2011 war er Fellow am Institute for Advanced Study der Universität Konstanz. Von 2011 bis 2016 forschte und unterrichtete er als Dozent am Department of  War Studies am King’s College London.
Thomas Rid forscht zu den Themen Krieg und Medien, Terrorismus, Verteidigung, Cyberwar, Cyber-Sicherheit und verfasste darüber einschlägige Monografien und Aufsätze unter anderem in Journal of Strategic Studies. Dafür arbeitete er unter anderem am Institut français des relations internationales (Ifri) in Paris, an der Johns Hopkins University und am Woodrow Wilson International Center for Scholars in Washington, D.C. Rid ist Gründungsdirektor des Alperovitch-Instituts für Cybersicherheits-Studien in Washington D.C.

## Schriften
- Embedded warfare. Militar learning and the media. (Zugleich Dissertation Humboldt-Universität Berlin, 2006).
- War and media operations. The U.S. military and the press from Vietnam to Iraq. Routledge, London 2007, ISBN 978-0-415-41659-7.
- Cyber war will not take place. C. Hurst & Co Publishers, London 2013, ISBN 978-1-84904-280-2.
  - Übersetzung aus dem Englischen von Bettina Engels und Michael Adrian: Mythos Cyberwar. Über digitale Spionage, Sabotage und andere Gefahren. Edition Körber-Stiftung, Hamburg 2018, ISBN 978-3-89684-260-2.
- Rise of the machines. A cybernetic history. W. W. Norton & Company, New York City 2016, ISBN 978-0-393-28600-7.
  - Übersetzung aus dem Englischen von Michael Adrian: Maschinendämmerung. Eine kurze Geschichte der Kybernetik. Propyläen-Verlag, Berlin 2016, ISBN 978-3-549-07469-5.
- mit Daniel Moore: Cryptopolitik and the Darknet. In: Survival 58, 2016, S. 7, doi:10.1080/00396338.2016.1142085
- Active Measures. The Secret History of Disinformation and Political Warfare. Profile Books, London 2020, ISBN 978-1-78816-074-2.
- wissenschaftliches Schriftenverzeichnis laut Google Scholar: Thomas Rid (Google Scholar)